# Wawel
Wawel (eller Wawel-højen, polsk Wzgórze wawelskie) er en bakketop som befinder sig på elven Wisłas venstre bred syd for Krakóws gamle by, med en højde på 228 meter over havets overflade. Wawel har stor symbolsk værdi for polakkerne, og på højen findes en række seværdigheder – de vigtigste er kongeslottet på Wawel og Wawel-katedralen, som hører til Polens største nationalskatter. Bakketoppen omtales ofte som Polens akropolis.
Arkæologiske udgravninger viser, at de ældste bosætninger på Wawel er fra det 4. århundrede. I middelalderen og renæssancen var Kraków hovedstad i Polen, med Wawel som sæde for de polske konger. Med den polsk-litauiske unions fremvækst, blev Wawel sæde for en af Europas vigtigste stater. Denne status forsvandt, da hovedstaden blev flyttet til Warszawa i det 17. århundrede. Wawel blev på ny et nationalsymbol, da Polen mistede sin selvstændighed efter landets tre delinger. Wawel-højens store symbolske betydning kommer blandt andet af de politiske og religiøse funktioner den har haft op gennem historien.

## Katedralen
Katedralen på Wawel er en af Polens vigtigste nationalhelligdomme. Med sin tusindårige historie har den været både kroningssted og begravelsesplads for de polske konger. Ved siden af de kongelige og deres familiemedlemmer er katedralen også begravelsessted for historisk vigtige personer og nationalhelte, som blandt andet Adam Mickiewicz eller Tadeusz Kościuszko.
Katedralen står lige ved siden af kongeslottet og indeholder St. Stanislaus’ relikvier.
Wawels første katedral er fra 1020, og ruinerne af denne er fortsat synlige. Den nuværende katedral er fra 1300-tallet, og indeholder det berømte Sigismund-kapellet (et af de mest bemærkelsesværdige eksempler på renæssancearkitektur i Kraków) og den enorme Sigismund-klokke, en kirkeklokke på otte ton som blev støbt i 1520. Den bruges bare ved store anledninger, som at markere krig, fred, påskemorgen eller valg af ny pave.

## Kongeslottet
Kongeslottet på Wawel tjente som kongelig residens og var stedet, hvor landets herskere styrede Polen i fem århundreder – fra 1038 til 1596. Slottet er en af Krakóws vigtigste seværdigheder, og har en helt speciel plads i Polens historie og kultur.
Slottet var oprindelig i gotisk stil, men i 1500-tallet blev italienske arkitekter indkaldt for at omskabe det i renæssancestil. Slottet forfaldt i løbet af den periode, hvor Kraków ikke var hovedstad, og da byen blev besat af Østrig efter Polens tre delinger, blev det blandt andet brugt som soldaterbarakker. De senere år er slotskomplekset imidlertid blevet restaureret, og i 1961 blev alle genstande som var blevet plyndret af den tyske besættelsesmagt under Anden Verdenskrig tilbagegivet, sådan at slottet nok en gang fremstår som Polens kulturelle centrum.
Det store slotskompleks består af to gårdspladser. En indre arkadegårdsplads, der er afgrænset af slotsfløjene, samt en ydre gårdsplads hvor katedralen befinder sig. Slottet er omkranset af et stort fæstningsværk med et mylder af tårne.

## Billedgalleri
- Udsigt over Wavel
- Katedralen på Wawel
- Katedralen på Wawel
- Slottet på Wawel
- Slottet på Wawel
- Senatorska-tårnet
- Katedralen på Wawel
- Arkadegårdspladsen
- Slottet på Wawel

50°03′15″N 19°56′07″Ø / 50.05417°N 19.93528°Ø